# Köved
Köved, 1910-ig Kujed (románul: Cuied) falu Romániában, Arad megyében.

## Fekvése
Aradtól hatvan kilométerrel északkeletre, a Zarándi-hegység északi peremén fekszik. Öt dombon elszórt település.

## Története
1447-ben Kewed, 1468-ban Kewnesthe és Kwnesthew (Kunestő), 1808-ban Kujed néven említették. 1561-ben öt faluból, Felső-, Kis-, Pap- és Dragánkevedből és Kevedkápolnásból állt. Határa a borosjenői uradalom vadászterülete volt. 1746-ban került Zaránd vármegyétől Arad vármegyéhez. A kamarától Nákó János vásárolta meg 1820-ban. 1895-ben már a Korek család 2400 holdas uradalmának székhelye volt, amely 67%-ban szántókból, 17%-ban legelőkből, 6%-ban pedig erdőből állt. Kiterjedt tanyavilág tartozott hozzá.
1880-ban 1460 lakosából 1367 volt román, 55 cigány és 30 magyar anyanyelvű; 1421 ortodox és 23 római katolikus vallású.
2002-ben 776 lakosából 772 volt román nemzetiségű; 718 ortodox, 37 baptista és 11 pünkösdista vallású.